# Burneside Hall
Burneside Hall er et ombygget peel tower fra middelalderen, der ligger i Burneside, Cumbria, England.
Burneside Hall kan dateres tilbage til 1290, hvor en ejendom på stedet var ejet af Gilbert Burneshead, Under-Sheriff af Westmorland. Richard Bellingham, der var en del af en infdflydelsesrig familie fra Northumberland giftede sig med Burnesheads datter og fik derigennem ejendommen. Den nuværende bygning er oprindeligt opført i sidste halvdelen af 1300-tallet af Bellingham-familien.
Det er en listed building af anden grad og et scheduled monument. Siden 2014 har Historic England (tidligere kendt som English Heritage) formelt betragte Burneside Hall som en bygning der har risiko for langsomt forfald.